# Narrowcasting
Il narrowcasting, letteralmente “trasmissione ristretta”, è il modello di comunicazione di internet, basato su un meccanismo di divulgazione e fruizione "frammentata" dei contenuti.
A differenza del più antico e conosciuto broadcasting, in cui le notizie vengono divulgate senza alcuna differenziazione in base alla tipologia di utenti alla quale si rivolgono, il narrowcasting è dunque una diffusione mirata di informazioni e contenuti, trasmessa ad un pubblico interessato ed interagente. 
L'utente accede alle informazioni sul web, partecipa per sottoscrizione alle mailing list, sceglie e riceve trasmissioni audio e video anche attraverso aggregatori di media (podcasting).
Il narrowcasting permette dunque a chi utilizzi la rete di ottenere notizie e contenuti sia audio che video, in tempo reale da tutto il mondo su qualsiasi tema usando gli strumenti che internet mette a disposizione.

## Strumenti
Il narrowcasting a differenza di qualsiasi tipologia di informazione è un metodo che permette a chi usa la rete di avere notizie e commenti in tempo reale da tutto il mondo su qualsiasi tema usando gli strumenti che mette a disposizione internet.
Questi strumenti sono: forum, blog, mailing list, newsletter, wiki, space, user generated content.
Grazie al narrowcasting tutti questi strumenti possono fornire la possibilità di scegliere autonomamente su cosa ricevere informazioni; se ad esempio a una persona interessa la lirica e lo spettacolo potrà tranquillamente escludere tutto il resto e ricevere solo le informazioni che desidera.
Questa possibilità di scelta porta due cambiamenti inevitabili:
1. Il numero di persone che segue un determinato argomento sarà più limitato rispetto ad un argomento generalista (vedi audience).
2. Il traffico generato dai contenuti di nicchia sarà uguale o maggiore rispetto al traffico generato dai contenuti "di massa" (vedi la teoria della "long tail".
3. Tutte le persone che applicano questo metodo ad un determinato argomento sono molto più stimolate e preparate rispetto ad un pubblico eterogeneo, quindi producono (anche per chi non se ne intende) discussioni e documentazione molto più affidabile rispetto ad un broadcasting.
4. Oggi lo scopo non è più la quantità, ma la qualità dell'audience raggiunta e i nuovi media sottintendono ad una filosofia di comunicazione tutta nuova, incompatibile con le modalità di diffusione dei media tradizionali. Per ottenere una comunicazione efficace è dunque necessario connettersi ed interagire con l'utente finale e questo è indiscutibilmente ottenibile solo attraverso i nuovi mezzi messi a disposizione dalla Rete.